# Пока (озеро)
Пока (ест. Poka järv) — озеро в волості Кастре, повіту Тартумаа в Естонії.
Площа — 3,9 га, максимальна глибина — 18,5 м.